# Arubaru
Arubaru (auch: Arbar Island, Arubaru-tō, Tufa) ist ein Motu des Rongelap-Atolls der pazifischen Inselrepublik Marshallinseln.

## Geographie
Arubaru liegt im südlichen Riffsaum und ist zusammen mit dem namengebenden Rongelap eine der südlichsten Inseln des Atolls. Sie liegt zwischen dem Bikien Pass, gegenüber der gleichnamigen Insel Bikien, und dem South Pass, gegenüber dem Jaboan Point von Rongelap. Die Insel bildet einen schmalen Bogen, dessen Ende in die Lagune weist. Die Insel ist unbewohnt und seit dem Kernwaffentest der Bravo-Bombe atomar verseucht.